# Peep and the Big Wide World
Peep and the Big Wide World é uma série de animação infantil americana-canadense criada pelo animador canadense Kaj Pindal. Ele gira em torno da vida de Peep, Chirp e Quack, conforme os espectadores descobrem, investigam e exploram o mundo ao seu redor.

## Enredo
Os espectadores seguem Peep, Chirp e Quack enquanto investigam e exploram o mundo ao seu redor. Após o segmento de animação de 9 minutos, há um segmento de ação ao vivo de 2 minutos com crianças explorando e demonstrando o mesmo tópico apresentado no segmento de animação. A animação consiste em cores brilhantes e formas simples.